# 大宝寺 (松山市)

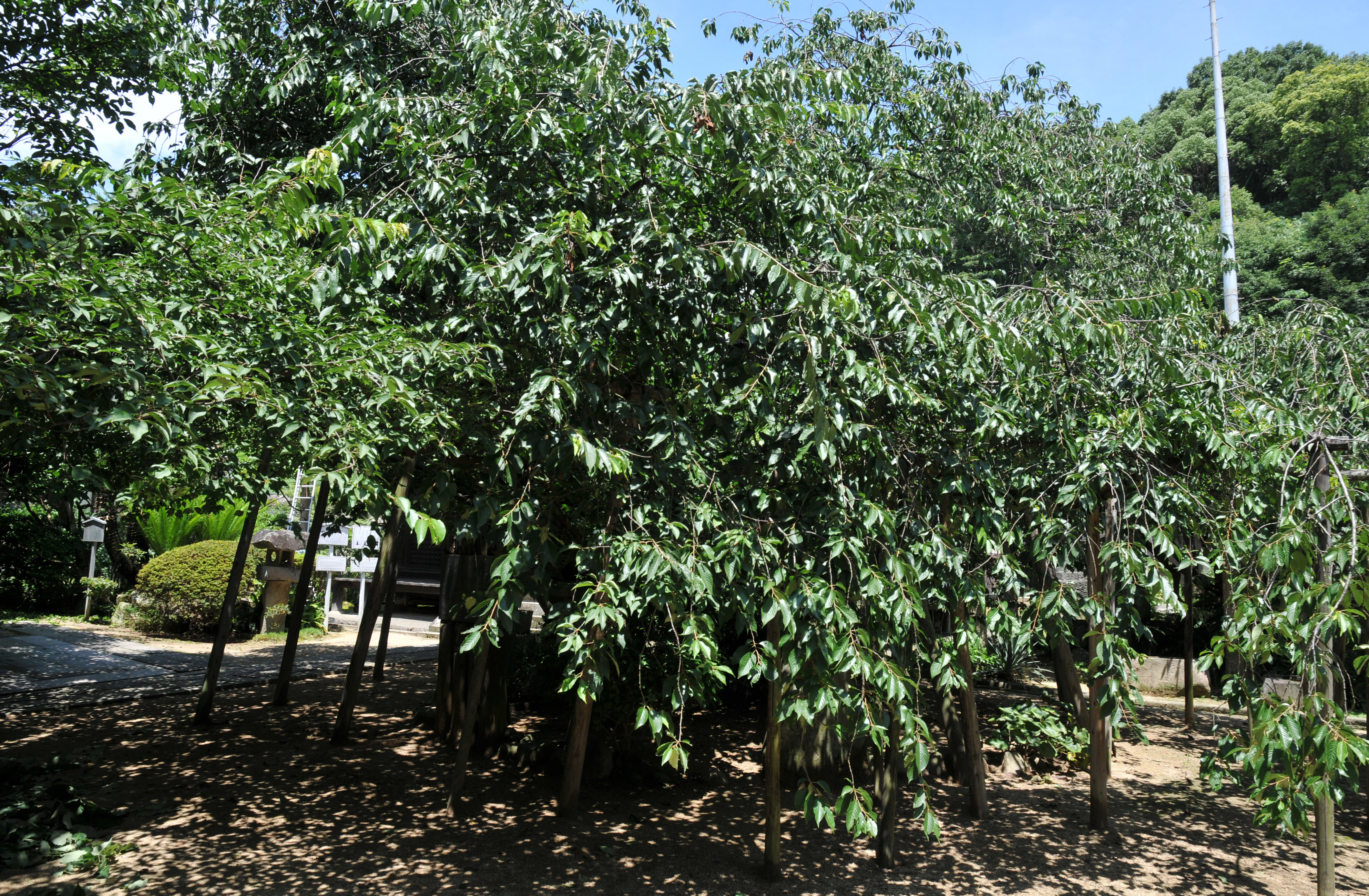
うば桜（2010年7月）

大宝寺（たいほうじ）は、愛媛県松山市にある真言宗豊山派の寺院である。山号は古照山。詳しくは、古照山 薬王院 大宝寺と号する。本尊は阿弥陀如来坐像（国の重要文化財）。本堂は愛媛県内最古の木造建築で国宝に指定されている。

## 概要
寺伝によれば、飛鳥時代の大宝元年（701年）に地元の豪族小千（越智）伊予守玉興が創建したと伝えられている。寺号は創建されたとされる年号に由来する。
江戸時代には歴代松山藩主の祈願所となった。松平氏4代藩主松平定直によって貞享2年（1685年）本堂の修理が行われた。

## うば桜伝説
角木長者伝説とも呼ばれる。その昔、この地に角木長者と呼ばれる豪族がいた。彼は子宝に恵まれなかった。薬師如来に祈りを捧げたところ娘が生まれた。娘の名を「露」と名付けた。露には「お袖」という名の乳母を雇い大切に育てた。お袖の乳の出が悪くなり、再び薬師如来に祈ると乳が出るようになった。そこで、お礼にお堂を建立した。これが大宝寺の始まりという。
露は15歳になった時に重病にかかった。お袖は自分の命と引き替えに露を助けて欲しいと薬師如来に祈った。すると露の病気は平癒した。その祝いの席でお袖は病に倒れた。お薬師様との約束と言って、お袖は薬も飲まず治療を拒み、とうとう亡くなった。亡くなる直前に「お薬師様へのお礼に桜の木を植えて下さい。」と言い残した。長者は約束どおりお堂の前に桜の木を植えた。その桜は枝が伸びないうちから幹に2～3輪の花が咲いた。その花はお袖の乳房のような形で、母乳のような色であったという。その後、母乳の出が悪い女性が参拝に訪れるようになった。
この話は明治時代、小泉八雲によって英語に訳された。また、『怪談』にも納められている。

## 文化財
国宝
- 大宝寺本堂1棟 附 厨子1基 棟札1枚

鎌倉時代前期の建立と推定されている。一重、寄棟造、桁行3間、梁間4間、本瓦葺。愛媛県内最古の木造建築である。間口・奥行とも同寸法（約9メートル）で、平面は正方形であるが、柱間は正面・背面を3間、側面を4間とする。内部は中央部の1間四方を内陣、その外側を外陣とし、平安時代末期に見られる阿弥陀堂の形式となっている。柱は全て円柱で、組物は隅柱上に舟肘木を用いるのみの簡素なものとする。正面は3間とも蔀戸（しとみど）とする。垂木は二軒（ふたのき）とするが、垂木割（垂木間の間隔）は一定しておらず、中世以前の古い様式を示す。堂内の厨子は室町時代の作で、正面3間、軒唐破風付、こけら葺。厨子は、貞享2年（1685年）再興の銘がある修理棟札と共に国宝の附（つけたり）として指定されている。毎年3月28日に内部が一般公開される。昭和28年（1953年）3月31日指定。
重要文化財（国指定）
- 木造阿弥陀如来坐像1躯

像高68.5cm、一木造り。本堂に安置。様式から平安時代前期の作と推定されている。明治34年（1901年）3月27日指定。
- 木造釈迦如来坐像1躯

像高83.9cm、一木造り。本堂に安置。平安時代前期の作と推定されている。明治34年（1901年）3月27日指定。
- 木造阿弥陀如来坐像1躯

像高135.7cm、寄木造り。本堂の厨子に安置されていた当寺院の本尊である。平安時代末期の作と推定されている。秘仏とされ永らく薬師如来として信仰されていた。昭和32年（1957年）2月19日指定。

## アクセス
- 伊予鉄バス10番線津田団地行・大宝寺口停留所下車[2]。

## 周辺施設
- 朝日八幡神社
- 松山総合公園